# Doug Mountjoy
Doug Mountjoy, né le 8 juin 1942 à Glamorgan et mort le 14 février 2021, est un joueur de snooker gallois, professionnel entre 1976 et 1997.
Mountjoy lance sa carrière professionnelle tardivement mais rencontre de nombreux succès dès ses premières années sur le circuit. Il fait partie des quelques joueurs qui détiennent à leur palmarès deux tournois de la triple couronne ; le championnat du Royaume-Uni, qu'il a remporté à deux reprises (1978 et 1988) et le Masters (gagné en 1977). En revanche, il n'a jamais été sacré champion du monde, son meilleur résultat étant une place de finaliste en 1981. Au total, il compte deux titres classés et quinze victoires dans des tournois ne comptant pas pour le classement. 
Mountjoy atteint son meilleur classement (5e) à la fin de sa carrière, après une excellente saison 1988-1989, et prend sa retraite sportive en 1997, à l'âge de 55 ans. 

## Carrière

### Jeunesse et débuts
Pendant quelques années, il est mineur dans une mine à charbon et joue au snooker lorsqu'il a du temps libre. Il a remporté plusieurs tournois amateur, dont le championnat du pays de Galles et le championnat du monde, en 1976. Son succès au championnat du monde amateur lui permet d'intégrer le circuit professionnel, à l'âge de 34 ans. 
Dès son arrivée sur le circuit professionnel en 1976, Mountjoy remporte le prestigieux Masters de snooker contre l'invincible Ray Reardon et atteint les quarts de finale au championnat du monde. Il est aussi finaliste au championnat professionnel du pays de Galles et au tournoi de Pot Black. À la fin de l'année, le joueur gallois entre dans le top 16 mondial, dans lequel il se maintiendra pendant onze saisons consécutives, jusqu'en 1988. 

### Meilleures années (1977-1989)
Mountjoy poursuit sur sa lancée lors de la saison 1977-1978 et remporte deux tournois ne comptant pas pour le classement ; le Golden Masters et le tournoi de Pot Black. Il est aussi finaliste au Masters d'Irlande et au championnat du Royaume-Uni, deux tournois non classés également.  
En 1978, Mountjoy remporte l'un de ses deux titres au championnat du Royaume-Uni, battant David Taylor en finale, 15 manches à 9. Il est aussi vainqueur de deux autres tournois ; le Masters d'Irlande et le tournoi professionnel Pontins. De plus, pour la troisième année d'affilée, il s'incline en finale au tournoi de Pot Black.   
Lors de la saison suivante, Mountjoy triomphe au championnat professionnel du pays de Galles et perd encore en finale au Masters d'Irlande.  
En 1980, il s'impose au tournoi des champions aux dépens de John Virgo. L'année suivante, il atteint sa seule finale au championnat du monde, qu'il perd contre le jeune Steve Davis, qui remporte alors le premier titre d'une longue série. Pourtant, Mountjoy élimine des joueurs de premier plan sur son parcours, dont le sextuple champion Ray Reardon en demi-finale. Cette performance vaut au joueur gallois d'intégrer le top 10 mondial pour les deux saisons suivantes. Toutefois, il semble quelque peu touché par cette défaite et en sort au bout des deux saisons, malgré un deuxième titre au tournoi professionnel Pontins et au championnat professionnel du Pays de Galles.  
Pendant la saison 1983-1884, Montjoy remporte successivement le championnat professionnel du pays de Galles et le challenge de Hong Kong, et échoue en finale du Masters de Nouvelle-Zélande, battu contre le Canadien Bill Werbeniuk. À la fin de la saison, il est de nouveau quart de finaliste au championnat du monde, ce qui reste son dernier quart de finale dans ce tournoi. Il y est défait contre Denis Taylor.  
La saison qui suit est marquée par un second titre au tournoi de Pot Black, mais aussi par plusieurs échec en finale, dont au Masters, où il s'incline contre Cliff Thorburn (9-6). Malgré un quatrième succès au championnat du pays de Galles, Mountjoy est nettement moins performant au cours des saisons qui suivent, si bien qu'il chute en dehors du top 16, retombant à la 24e place mondiale en 1988. Toutefois, contre toute attente, il se ressaisi et s'adjuge les deux seuls titres classés de sa carrière. Il commence par s'imposer au Classique, battant le finaliste surprise Wayne Jones. Il triomphe ensuite pour la seconde fois de sa carrière au championnat du Royaume-Uni en battant un jeune joueur en devenir, Stephen Hendry, futur quintuple vainqueur de cette compétition et septuple champion du monde, qui y disputait à l'époque sa première finale. Mountjoy s'empare également du titre de champion du pays de Galles pour la cinquième fois de sa carrière. La finale qu'il dispute au classique de Dubaï au début de la saison suivante lui permet de culminer au 5e rang mondial, ce qui reste le meilleur classement de sa carrière. Toutefois, il perd cette finale lourdement contre Hendry (9-2).  

### Fin de carrière et retraite (1990-1997)
Les résultats de Mountjoy s'effondrent ensuite et il ne dispute plus une seule finale jusqu'à la fin de sa carrière. Sa dernière finale a lieu en 1990 au championnat professionnel du pays de Galles. Il y est défait contre Darren Morgan. Mountjoy commence par sortir du top 10 mondial en 1991, puis il dégringole à la 26e place mondiale après la saison 1991-1992. Il conserve sa place dans le top 30 mondial pendant trois saisons, grâce à quelques quarts de finale dans des tournois comptant pour le classement. D'ailleurs, il dispute son dernier quart de finale lors de l'Open de Grande-Bretagne en 1994, où il est écrasé 5 manches à 0 contre Steve Davis. C'est aussi pendant cette période qu'il effectue sa dernière apparition au championnat du monde, en 1993, alors qu'il vient tout juste de se soigner d'un cancer du poumon. Il franchit le premier tour contre Alain Robidoux, avant d'être éliminé par Jimmy White. Mountjoy descend ensuite en dehors du top 30 mondial.  
Au début de la saison 1996-1997, il pointe à la 59e position du classement mondial. Cette saison est désastreuse pour le joueur gallois qui ne réussit à se qualifier que pour un seul tournoi au programme, l'Open du pays de Galles, mais s'incline dès le premier tour. Mountjoy se retire du jeu professionnel à la fin de cette saison, à l'âge de 55 ans, et décide de se consacrer au coaching.   

## Vie post-carrière
Après avoir pris sa retraite du snooker professionnel, Mountjoy devient entraineur de snooker aux Émirats arabes unis. 
Il a même retenté sa chance aux qualifications du championnat du monde, en 2002.
Mountjoy meurt le 14 février 2021 à l'âge de 78 ans, des suites d'un accident vasculaire cérébral. Peu de temps après l'annonce de son décès, de nombreux joueurs lui rendent hommage sur les réseaux sociaux, dont Jimmy White, Ken Doherty et Neal Foulds. 

## Palmarès
| Légende | Catégorie                      | Titres                         | Finales                        |
|         | Tournois classés               | 2                              | 2                              |
|         | Tournois non classés           | 15                             | 12                             |
|         | Tournois pro-am                | 2                              | 1                              |
|         | Tournois par équipes           | 2                              | 3                              |
|         | Tournois amateurs              | 3                              | 1                              |
| Gras    | Tournois de la triple couronne | Tournois de la triple couronne | Tournois de la triple couronne |

### Titres
| Saison    | Nom du tournoi                            | Lieu          | Finaliste       | Score | Tableau |
| 1968      | Championnat du pays de Galles amateur     |               | John Terry      | 6-5   |         |
| 1973-1974 | Tournoi Pontins pro-am (printemps)        | Prestatyn     | John Spencer    | 7-4   | Tableau |
| 1975-1976 | Tournoi Pontins pro-am (printemps) (2)    | Prestatyn     | Fred Davis      | 10-9  | Tableau |
| 1976      | Championnat du pays de Galles amateur (2) |               | Alwyn Lloyd     | 8-6   |         |
| 1976      | Championnat du monde amateur              | Johannesbourg | Paul Mifsud     | 11-1  |         |
| 1976-1977 | Masters                                   | Londres       | Ray Reardon     | 7-6   | Tableau |
| 1977-1978 | Pot Black                                 | Birmingham    | Graham Miles    | 2-1   | Tableau |
| 1977-1978 | Masters en or                             | Newtownards   | Ray Reardon     | 4-2   | Tableau |
| 1978-1979 | Championnat du Royaume-Uni                | Preston       | David Taylor    | 16-12 | Tableau |
| 1978-1979 | Masters d'Irlande                         | Kill          | Ray Reardon     | 6-5   | Tableau |
| 1978-1979 | Tournoi Pontins                           | Prestatyn     | Graham Miles    | 9-4   | Tableau |
| 1979-1980 | Coupe du monde                            | Birmingham    | Angleterre      | 14-3  | Tableau |
| 1979-1980 | Championnat du Pays de Galles             | Ebbw Vale     | Ray Reardon     | 9-6   | Tableau |
| 1980-1981 | Champion des champions                    | Londres       | John Virgo      | 10-8  | Tableau |
| 1980-1981 | Coupe du monde (2)                        | Londres       | Canada          | 8-5   | Tableau |
| 1981-1982 | Championnat du Pays de Galles (2)         | Ebbw Vale     | Terry Griffiths | 9-8   | Tableau |
| 1982-1983 | Tournoi Pontins (2)                       | Prestatyn     | Ray Reardon     | 9-7   | Tableau |
| 1983-1984 | Masters de Hong Kong                      | Hong Kong     | Terry Griffiths | 4-3   | Tableau |
| 1983-1984 | Championnat du Pays de Galles (3)         | Ebbw Vale     | Cliff Wilson    | 9-3   | Tableau |
| 1984-1984 | Pot Black (2)                             | Birmingham    | Jimmy White     | 2-0   | Tableau |
| 1986-1987 | Championnat du Pays de Galles (4)         | Newport       | Steve Newbury   | 9-7   | Tableau |
| 1988-1989 | Championnat du Royaume-Uni (2)            | Preston       | Stephen Hendry  | 16-12 | Tableau |
| 1988-1989 | Classique de snooker                      | Blackpool     | Wayne Jones     | 13-11 | Tableau |
| 1988-1989 | Championnat du Pays de Galles (5)         | Newport       | Terry Griffiths | 9-6   | Tableau |

### Finales perdues
| Saison    | Nom du tournoi                                          | Lieu        | Vainqueur            | Score | Tableau |
| 1966      | Championnat du pays de Galles amateur                   |             | Lynn O'Neill         | 5-9   |         |
| 1976-1977 | Pot Black                                               | Birmingham  | Perrie Mans          | 0-1   | Tableau |
| 1977-1978 | Championnat du Pays de Galles                           | Caerphilly  | Ray Reardon          | 8-12  | Tableau |
| 1977-1978 | Championnat du Royaume-Uni                              | Blackpool   | Patsy Fagan          | 9-12  | Tableau |
| 1977-1978 | Masters d'Irlande                                       | Kill        | John Spencer         | 3-5   | Tableau |
| 1976-1977 | Pot Black (2)                                           | Birmingham  | Ray Reardon          | 1-2   | Tableau |
| 1979-1980 | Masters d'Irlande (2)                                   | Kill        | Terry Griffiths      | 8-9   | Tableau |
| 1980-1981 | Championnat du monde                                    | Sheffield   | Steve Davis          | 12-18 | Tableau |
| 1981-1982 | Coupe du monde                                          | Reading     | Angleterre           | 3-4   | Tableau |
| 1982-1983 | Championnat du monde par équipes (avec Terry Griffiths) | Londres     | Steve Davis Tony Meo | 2-13  | Tableau |
| 1982-1983 | Championnat du Pays de Galles (2)                       | Ebbw Vale   | Ray Reardon          | 1-9   | Tableau |
| 1983-1984 | Coupe du monde (2)                                      | Reading     | Angleterre           | 2-4   | Tableau |
| 1983-1984 | Tournoi Pontins pro-am (printemps)                      | Prestatyn   | Neal Foulds          | 4-7   | Tableau |
| 1984-1985 | Masters de Hong Kong                                    | Hong Kong   | Steve Davis          | 2-4   | Tableau |
| 1984-1985 | Masters                                                 | Londres     | Cliff Thorburn       | 6-9   | Tableau |
| 1984-1985 | Championnat du Pays de Galles (3)                       | Abertillery | Terry Griffiths      | 4-9   | Tableau |
| 1985-1986 | Championnat du Pays de Galles (4)                       | Abertillery | Terry Griffiths      | 3-9   | Tableau |
| 1989-1990 | Classique de Dubai                                      | Dubai       | Stephen Hendry       | 2-9   | Tableau |
| 1989-1990 | Championnat du Pays de Galles (5)                       | Newport     | Darren Morgan        | 7-9   | Tableau |